# شونسوكي اينو (لاعب كرة طائرة)
شونسوكي اينو (4 يونيو 1985 بناغاساكي في اليابان - ) (بالكانا:いのうえ しゅんすけ) هو لاعب كرة طائرة ياباني.

## وصلات خارجية
- شونسوكي اينو على موقع الدوري الياباني (مؤرشف) (اليابانية)